# 新湾街道
新湾街道，中华人民共和国浙江省杭州市钱塘区下辖的一个街道。辖区总面积21.05平方公里，人口2.54万人。原为新湾镇，2009年10月，改设街道。新湾街道原属萧山区管辖，2021年4月，其被划入新设的钱塘区。

## 辖区
新湾街道辖有：
- 社区(1)：新北桥社区；
- 行政村(12)：共和村、共裕村、共兴村、新南村、冯娄村、建华村、创新村、创建村、宏新村、宏波村、三新村、共建村。